# Marvin E. Newman
Marvin Elliott Newman (5. prosince 1927 – 13. září 2023) byl americký umělec a fotograf.

## Životopis
Newman se narodil v Bronxu „do rodiny ruských Židů, kteří byli v pekařském průmyslu po čtyři generace“. V šestnácti letech nastoupil na Brooklyn College, kde studoval sochařství a fotografii u Waltera Rosenbluma. V roce 1948 se Newman krátce připojil ke skupině Photo League, kde navštěvoval hodiny s Johnem Ebstelem. Promoval v Brooklynu s bakalářským titulem v oboru ekonomie v roce 1949.
V roce 1949 se přestěhoval do Chicaga, aby studoval na Institute of Design u Harryho Callahana a Aarona Siskinda. Po získání titulu MS v oboru fotografie v roce 1952 se přestěhoval zpět do New Yorku.

## Kariéra
Newman začal pracovat ve Sports Illustrated brzy poté, co začal vycházet v roce 1954. Spolupracoval také s Time/Life Books a reklamními agenturami. Přispíval do různých dalších publikací včetně Life, Look, Newsweek a Smithsonian a Newsweek.
Newman je autorem nebo spoluautorem osmi knih na téma fotografie. Svého času byl národním prezidentem American Society of Magazine Photographers.

## Osobní život
Měl sestru. Jeho první manželství s Julií Scullyovou, bývalou redaktorkou časopisu Modern Photography, skončilo rozvodem. Jeho druhé manželství s Marjou Loukkolou, se kterou měl dceru, také skončilo rozvodem. Jeho třetí manželství bylo s Dr. Brigittou (Genin) Newmanovou, se kterou měl syna.
Newman zemřel 13. září 2023.

## Publikace
- The Color of Sweden (1966)
- Africa’s Animals (1967)
- New York at Night. Stewart Tabori and Chang, 1984. Full color portfolio of Times Square in the 1950s.
- Hallmark Collection. The Art Institute of Chicago, 1994.
- American Photographs 1900/2000 Assouline, 2000. Dvě publikované fotografie.
- Yankee Colors: The Glory Years of the Mantle Era. 2009. Text: Al Silverman.
- The Classic Mantle. 2012. Text: Buzz Bissinger.
- City of Lights. Taschen, 2017.[9]

## Výstavy

### Samostatné výstavy
- 1981: Breaking Ground, Open Spaces Temporary and Accidental, fotografie Newman, text Brendan Gill. One man show. Městská umělecká společnost v New Yorku.
- 2006: Marvin E. Newman: První dekáda. Bruce Silverstein Gallery, New York.
- 2008: Marvin E. Newman: Barevná série. Bruce Silverstein Gallery, New York.[10]

### Skupinové výstavy
- 1953: Always the Young Strangers, Museum of Modern Art, New York. Zahrnuje práce 25 mladých fotografů.[1]
- 1982: Manhattan, barevná fotografická show, The Museum of the City of New York.
- 1989: Life through the Sixties, International Center of Photography, New York.:
- 1994: Hallmark Collection, Art Institute of Chicago, ICP Midtown, New York.
- 1995: Institute of Design, Museum of Contemporary Photography, Chicago, Illinois.
- 1998: Výstava nových akvizic, Metropolitan Museum of Art, New York.
- 2010: Discoveries (Objevy). Bruce Silverstein Gallery, New York.[11]
- 2010: Beyond Color, Bruce Silverstein Gallery, New York.

## Ocenění
- Zlatá medaile za redakční fotografii od New York Art Directors Club
- 2009 – Cena Lucie za počin ve sportovní fotografii.

## Sbírky
Newmanovo dílo se nachází v následujících stálých sbírkách:
- Mezinárodní centrum fotografie, New York
- Institut umění v Chicagu[12][13]
- Columbus Museum of Art, Ohio
- Národní galerie umění, Washington, DC[14]
- Muzeum George Eastmana, Rochester
- Nelson-Atkins Museum of Art, Kansas City
- Museum of Fine Arts, Houston, Texas[15]
- Židovské muzeum, New York[16]
- Metropolitní muzeum umění, New York[17]
- Muzeum moderního umění, New York[18]
- Muzeum amerického umění Whitneyové, New York[19]